# Agència Catalana de Certificació
L'Agència Catalana de Certificació és un organisme autònom del Consorci Administració Oberta de Catalunya creat el 2002 que té per objectiu proporcionar a les administracions catalanes els instruments necessaris perquè les transaccions electròniques tinguin totes les garanties jurídiques, tot vetllant perquè el procés del desplegament de la signatura electrònica a l'administració sigui el més planer possible.
El conjunt de serveis ofert per l'Agència Catalana de Certificació conforma el sistema públic català de certificació.

## Objectius
L'Agència té per objecte gestionar certificats digitals i prestar serveis relacionats amb la signatura electrònica i amb els processos d'identificació que calen en l'àmbit d'actuació de les administracions públiques catalanes.